# Осипівка
Осипівка (біл. Асіпоўка) — річка в Малоритському і Жабинківському районах Берестейської області, ліва притока річки Мухавець (басейн Вісли). Довжина 38 км. Площа водозбору 534 км². Середньорічна витрата води в гирлі близько 1,5 м³/с. Середній нахил водної поверхні 0,4‰.
Основна притока — канал Бона (права).
Починається в Малоритському районі з каналу, вода подається з Луковського водосховища через колектор. Гирло біля села Петровичі Жабинківського району. Тече по Берестейському Поліссі. Долина невиразна. Русло каналізоване на всьому протязі. У верхній течії до села Черняни проходить через лісовий масив. Нижче села Черняни використовується як водоприймач меліоративних систем.